# Swanlinbar
Swanlinbar (irlandais : An Muileann Iarainn) est un petit village sur la route secondaire nationale N87, au nord-ouest du comté de Cavan, près de la frontière avec le comté de Fermanagh, en Irlande.

## Géographie
Le village se trouve dans la baronnie de Tullyhaw, à une douzaine de kilomètres de Ballyconnell. La rivière Cladagh (ou Claddagh) passe à proximité.
Dans les années 1860, Swanlinbar possédait la plus renommée des nombreuses sources minérales du comté de Cavan

## Toponymie
Le premier nom relevé pour le village est Sra -na-muck qui signifie la « rivière des cochons ».
Le nom officiel irlandais An Muileann Iarainn signifiant « moulin de broyage du minerai de fer » est dû à la création d'une fonderie en 1700 tout comme le nom de Swanlinbar qui provient des quatre entrepreneurs à l'origine de la création du haut-fourneau.
La première mention du village suivant le nom actuel semble se trouver dans un bail en date du 2 août 1714 où elle est orthographiée Swanlingbar. Le bailleur était Morley Saunders, l'un des hommes qui a donné son nom à Swanlinbar.
En 1750, le nom de Swanlinbar était d'usage courant.
Cependant, les anciens du secteur se réfèrent encore au nom de Swadlinbar (avec Swad signifiant « court »).
Parrmi les nombreuses graphies employées, il faut citer aussi Swadling-bar.

## Histoire

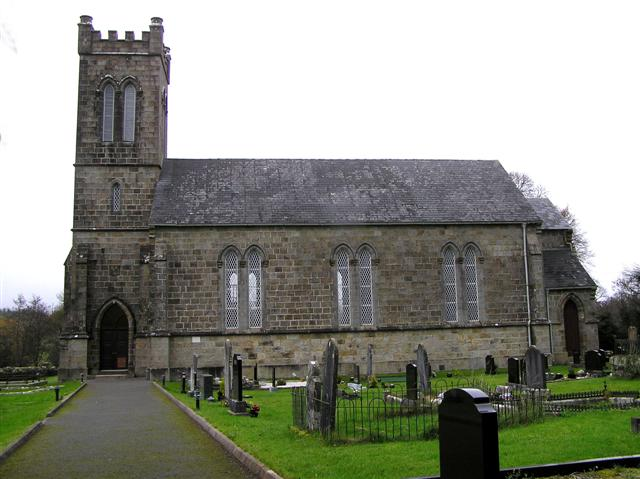
L'église Sainte-Augustine.

En 1732, le spa est fréquenté aussi bien par la paysannerie locale que par la noblesse qui s'associent de manière exceptionnelle dans des festivités.
Le Post-Chaise Companion de 1786 raconte que les eaux guérissent de nombreux maux.
En 1786, un incendie détruit 22 maisons.
Le poète George Sackville Cotter (1755–1831) écrit « Epistles from Swanlinbar » en 1788 et parle de ses aventures vécues au spa de Swanlinbar.
La difficulté de voyager dans la région est mise en évidence dans des écrits de 1799.
En 1837, le village compte 398 habitants et les activités minières ne sont plus qu'un lointain souvenir.

## Personnalités
- Thomas McGovern, ancien évêque catholique d'Harrisburg ;
- Owen Roe McGovern, ancien joueur de football gaélique de Cavan ;
- John Jebb (évêque), ancien évêque de Limerick qui fut prêtre de Swanlinbar en 1799 ;
- Michael McGovern, gardien de but international d'Irlande du Nord ;
- Patrick McGovern, homme politique.

## Transports
Swanlinbar est desservi par trois lignes de bus.
Les Leydons Coaches assurent la ligne 930 qui relie Swanlinbar à Bawnboy, Ballyconnell, Belturbet, Cavan et Enniskillen.
La ligne 192 d'Ulsterbus fournit un aller-retour vers Enniskillen le matin et le soir, du lundi au samedi inclus.
Le mardi seulement, les Bus Éireann, avec la ligne 464, relient Swanlinbar à Enniskillen, Ballinamore et Carrigallen.